# Jeppe Brandrup
Jeppe Feldsted Brandrup (ur. 3 czerwca 1985 w Kopenhadze) – duński piłkarz występujący na pozycji pomocnika. Zawodnik klubu Lyngby BK.

## Kariera klubowa
Brandrup zawodową karierę rozpoczynał w 2005 roku w klubie FC København. W Superligaen zadebiutował 7 sierpnia 2005 roku w zremisowanym 1:1 pojedynku z Aarhus GF. W 2006 roku oraz w 2007 roku zdobył z zespołem mistrzostwo Danii. W 2007 roku dotarł z nim także do finału Pucharu Danii, który ekipa FC København przegrała 1:2 z Odense BK.
W 2007 roku Brandrup odszedł do Randers FC, także występującego w Superligaen. Pierwszy ligowy mecz zaliczył tam 22 lipca 2007 roku przeciwko Lyngby BK (3:0). 21 października 2007 roku w przegranym 1:2 spotkaniu z FC Nordsjælland strzelił pierwszego gola w Superligaen. Sezon 2008/2009 spędził na wypożyczeniu w Silkeborgu z 1. division.
W 2009 roku podpisał kontrakt z Lyngby BK z 1. division. W 2010 roku awansował z nim do Superligaen.
| Sezon   | Klub         | Kraj  | Rozgrywki   | Mecze | Bramki |
| ------- | ------------ | ----- | ----------- | ----- | ------ |
| 2005/06 | FC København | Dania | Superligaen | 1     | 0      |
| 2006/07 | FC København | Dania | Superligaen | 3     | 0      |
| 2007/08 | Randers FC   | Dania | Superligaen | 20    | 1      |
| 2008/09 | Silkeborg IF | Dania | 1. division | 8     | 0      |
| 2009/10 | Lyngby BK    | Dania | 1. division | 26    | 2      |
| 2010/11 | Lyngby BK    | Dania | Superligaen | 22    | 1      |
| 2011/12 | Lyngby BK    | Dania | Superligaen | 24    | 1      |
| 2012/13 | Lyngby BK    | Dania | 1. division | 22    | 0      |

## Kariera reprezentacyjna
Brandrup jest byłym reprezentantem Danii U-17, U-18, U-19 oraz U-20. W 2002 roku wraz z kadrą U-17 uczestniczył w Mistrzostwach Europy U-17, które Dania zakończyła na ćwierćfinale.